# Piper exasperatum
Piper exasperatum är en pepparväxtart som beskrevs av Vahl. Piper exasperatum ingår i släktet Piper och familjen pepparväxter. Inga underarter finns listade i Catalogue of Life.